# 愛宕 (東京都港区)
愛宕（あたご）は、東京都港区の町名。現行行政地名は愛宕一丁目および愛宕二丁目（住居表示実施済み区域）。芝地区総合支所管内に当たる地域の一つである。
町名整理以前には芝愛宕町、芝愛宕下町等の町名が存在し、現行の愛宕一・二丁目よりも広い地域に「愛宕」の地名が付されていた。

## 地理
町域内の大部分を愛宕山が占めている。愛宕山と東京都道301号白山祝田田町線（愛宕下通り）に挟まれた低地は住宅密集地となっていたが、現在では再開発が行われ愛宕グリーンヒルズなどとなっている。
当地域の詳細については愛宕山の項も参照のこと。

## 歴史
江戸時代には愛宕山を中心として、北端の武家地を除きほとんどが寺院で占められていた。北から順に真福寺・長久院・真養院・玉蔵院・薬師寺・鏡照院・満蔵院・寿桂院・普賢院・金剛院、愛宕山参道を跨いで円福寺・吟窓（宗）院・考寿（光樹）院・伝叟（宗）院・清岸院と微小な寺院が櫛比し、そして青松寺・青龍寺と続いた。この内真福寺・青松寺・青龍寺は現存し、考寿院・清岸院・伝叟院は愛宕内で移転存続している。また、表通りを愛宕下広小路、北の通りを鎧小路、南の通りを切通と呼んだ。
- 1870年（明治3年）5月 - 愛宕山周辺の武家地・寺社地に芝愛宕町が起立される。
- 1872年（明治5年） - 芝愛宕町に周辺の武家地・寺社地を併せ、芝愛宕町一 - 三丁目となる。また、愛宕下通りを挟んで隣接する武家地が新たに芝愛宕下町一 - 四丁目となる。
- 1878年（明治11年） - 芝区の成立に伴い、芝愛宕町と芝愛宕下町は芝区の所属となる。
- 1911年（明治44年）5月1日 - 町名より「芝」の冠称が省かれ、それぞれ愛宕町・愛宕下町となる。
- 1932年（昭和7年） - 関東大震災後の復興に伴う区画整理が実施され、愛宕町二丁目の一部と愛宕町三丁目は田村町に編入される。また、愛宕下町は四丁目のごく一部を除いて新橋に編入される。
- 1947年（昭和22年） - 芝区が赤坂区・麻布区と合併して新たに港区が成立する。それに伴い町名に再び「芝」の冠称がつき、それぞれ東京都港区芝愛宕町・芝愛宕下町となる。
- 1965年（昭和40年）7月1日 - 住居表示の実施に伴い、芝愛宕町二丁目の残余が西新橋となる。
- 1972年（昭和47年）1月1日 - 住居表示の実施に伴い、芝愛宕下町四丁目の残余が芝大門となる。
- 1978年（昭和53年）1月1日 - 住居表示の実施に伴い、芝愛宕町一丁目と芝西久保広町の一部が現行の愛宕一・二丁目となる。

### 町名の変遷
| 実施後       | 実施年月日               | 実施前（各町名ともその一部）                           |
| ------------ | ------------------------ | ------------------------------------------------------ |
| 愛宕一丁目   | 1978年（昭和53年）1月1日 | 芝愛宕町一丁目                                         |
| 愛宕二丁目   | 1978年（昭和53年）1月1日 | 芝愛宕町一丁目、芝西久保広町                           |
| 西新橋三丁目 | 1965年（昭和40年）7月1日 | 芝愛宕町二丁目など（詳しくは西新橋の項を参照のこと）   |
| 芝大門一丁目 | 1972年（昭和47年）1月1日 | 芝愛宕下町四丁目など（詳しくは芝大門の項を参照のこと） |

## 世帯数と人口
2025年（令和7年）4月1日現在（港区発表）の世帯数と人口は以下の通りである。
| 丁目       | 世帯数  | 人口    |
| ---------- | ------- | ------- |
| 愛宕一丁目 | 319世帯 | 602人   |
| 愛宕二丁目 | 239世帯 | 488人   |
| 計         | 558世帯 | 1,090人 |

### 人口の変遷
国勢調査による人口の推移。
| 年                 | 人口 |
| ------------------ | ---- |
| 1995年（平成7年）  | 242  |
| 2000年（平成12年） | 175  |
| 2005年（平成17年） | 475  |
| 2010年（平成22年） | 463  |
| 2015年（平成27年） | 555  |
| 2020年（令和2年）  | 646  |

### 世帯数の変遷
国勢調査による世帯数の推移。
| 年                 | 世帯数 |
| ------------------ | ------ |
| 1995年（平成7年）  | 98     |
| 2000年（平成12年） | 74     |
| 2005年（平成17年） | 310    |
| 2010年（平成22年） | 240    |
| 2015年（平成27年） | 325    |
| 2020年（令和2年）  | 389    |

## 学区
区立小・中学校に通う場合、学区は以下の通りとなる（2022年4月現在）。
- 区域 : 一丁目、二丁目　各全域
  - 小学校 : 港区立御成門小学校
  - 中学校 : 港区立御成門中学校

## 交通

### 鉄道
愛宕地内に鉄道は通過していないが、最寄駅として都営地下鉄三田線御成門駅や東京メトロ日比谷線神谷町駅が利用できる。

### 道路
愛宕一丁目・愛宕二丁目の東側を東京都道301号白山祝田田町線（愛宕下通り）が南北に通過し北は祝田橋・九段下方面、南は芝公園・赤羽橋方面へ伸びている。また、愛宕二丁目の南を日赤前通りが東西に通過し東は御成門・浜松町方面、西は神谷町方面へ連絡しており、愛宕下通りと日赤前通りが愛宕二丁目南東の交差点で交わる。

### 路線バス
- 都営バス東98系統「愛宕山下」・「慈恵会医大前」

## 事業所
2021年（令和3年）現在の経済センサス調査による事業所数と従業員数は以下の通りである。
| 丁目       | 事業所数  | 従業員数 |
| ---------- | --------- | -------- |
| 愛宕一丁目 | 59事業所  | 691人    |
| 愛宕二丁目 | 119事業所 | 5,069人  |
| 計         | 178事業所 | 5,760人  |

### 事業者数の変遷
経済センサスによる事業所数の推移。
| 年                 | 事業者数 |
| ------------------ | -------- |
| 2016年（平成28年） | 136      |
| 2021年（令和3年）  | 178      |

### 従業員数の変遷
経済センサスによる従業員数の推移。
| 年                 | 従業員数 |
| ------------------ | -------- |
| 2016年（平成28年） | 5,230    |
| 2021年（令和3年）  | 5,760    |

## 施設・史跡

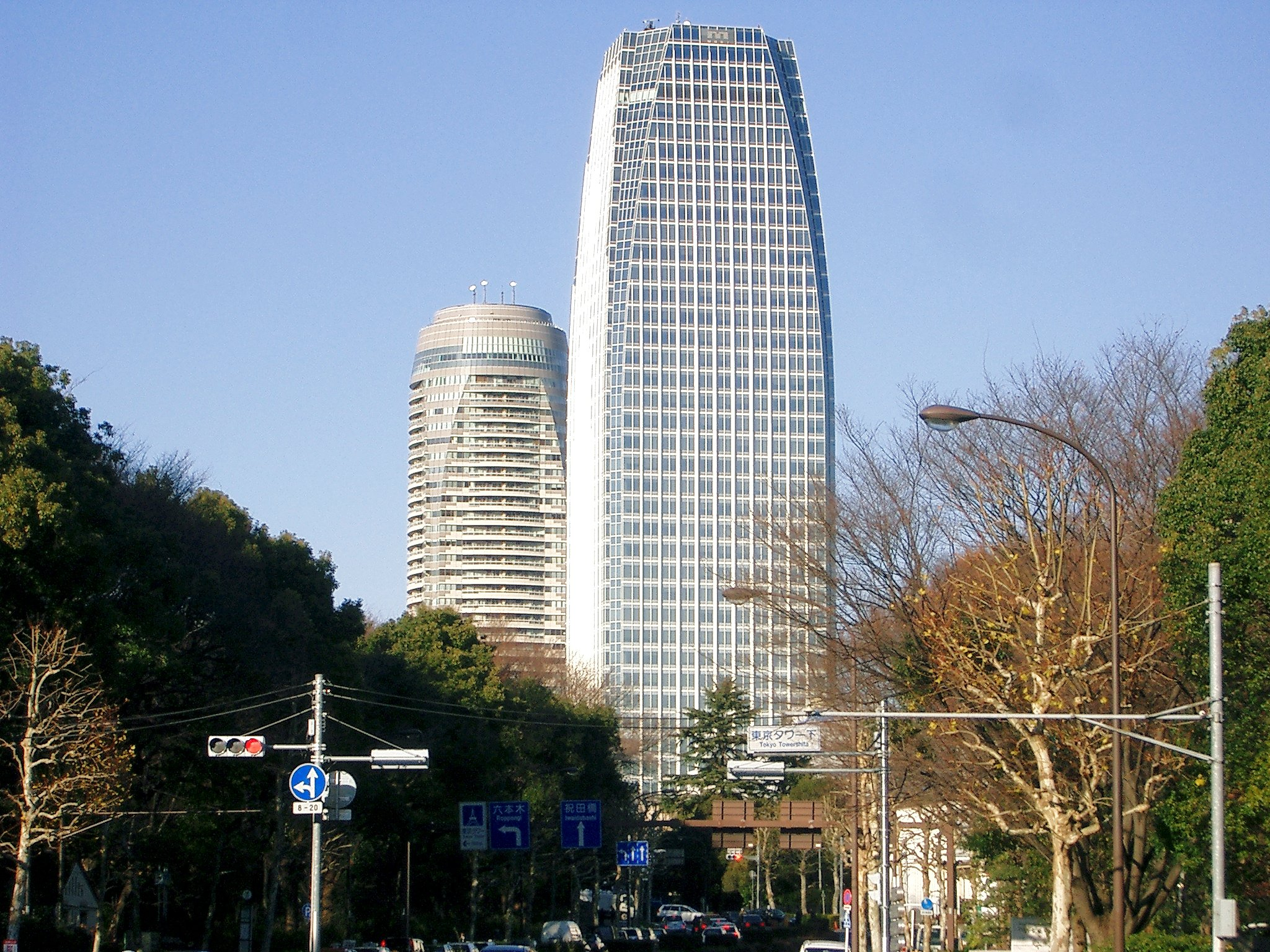
愛宕グリーンヒルズ

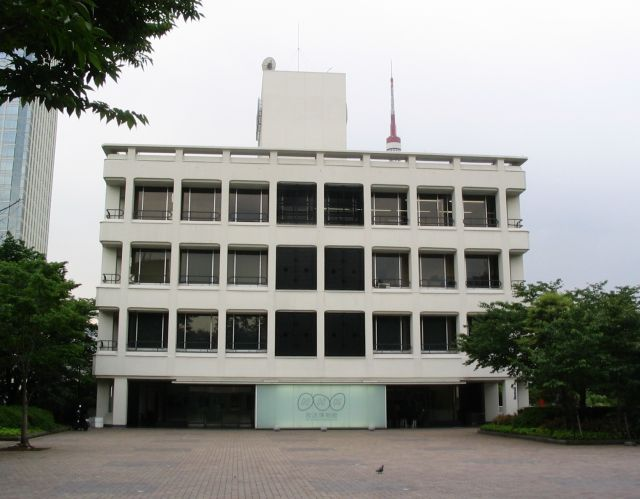
NHK放送博物館

### 愛宕一丁目
- 愛宕神社
- 愛宕山 - 天然の山としては東京23区内最高峰
- 東京虎ノ門東急REIホテル
- 金沢工業大学K.I.T.虎ノ門大学院東京虎ノ門キャンパス
- ジャマイカ大使館
- 真福寺（智積院の東京別院）
- 愛宕東洋ビル

### 愛宕二丁目
- 愛宕グリーンヒルズ
- NHK放送博物館
- 青松寺
- 清岸院

## その他

### 日本郵便
- ビル除く全域の郵便番号は、105-0002[3]である。各ビルの郵便番号は以下の通りである[14]。なお、集配局はすべて芝郵便局である。[15]。

| ビル名                       | 地上階    | 郵便番号           | 郵便番号       |
| ビル名                       | 地上階    | 階層ごと           | 地階・階層不明 |
| ---------------------------- | --------- | ------------------ | -------------- |
| 愛宕グリーンヒルズMORIタワー | 1階〜42階 | 105-6201〜105-6242 | 105-6290       |

※各ビルの郵便番号は6・7ケタ目に地上階毎の郵便番号が割り振られています。（例：1階は「01」、10階は「10」）